# Dusia
Jezero Dusia, třetí největší v Litvě, v okrese Lazdijai, v povodí řek Němen, Šešupė, Dovinė, nejzápadněji položené z trojice velkých jezer (Dusia, Metelys, Obelija) v chráněné karajinné oblasti Metelių regioninis parkas.

## Přítoky

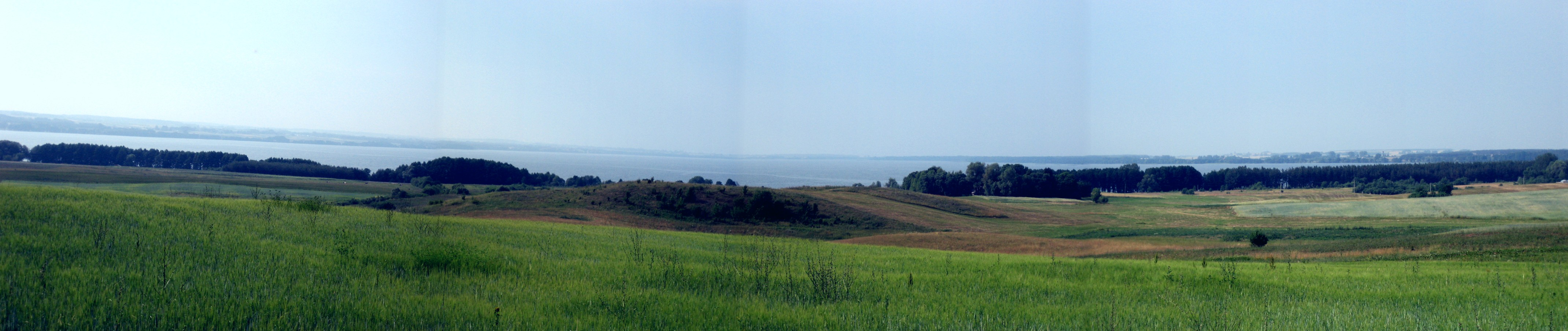
Jezero Dusia

- Přítoky jezera:

| Hydrologické pořadí | Řeka                                 | Délka (km) | Povodí (km²) | Ústí kde              | Koordináty ústí                  |
| ------------------- | ------------------------------------ | ---------- | ------------ | --------------------- | -------------------------------- |
| 15010191            | Sutrė neboli Duselė, Straigių upelis | 10,3       | 25,3         | Sutrė                 | 54°15′43″ s. š., 23°42′34″ v. d. |
| 15010192            | Šventupė                             | 4,2        | 17,0         | Petravičiai           | 54°16′13″ s. š., 23°40′58″ v. d. |
| 15010194            | Pryga                                | 3,6        | 11,6         | Padusys               | 54°19′15″ s. š., 23°39′6″ v. d.  |
| 15010190            | Spernia – odtok                      | 47,0       | 588,7        | Babrauninkai/Metelytė | 54°20′1″ s. š., 23°40′7″ v. d.   |